# ルクレティア

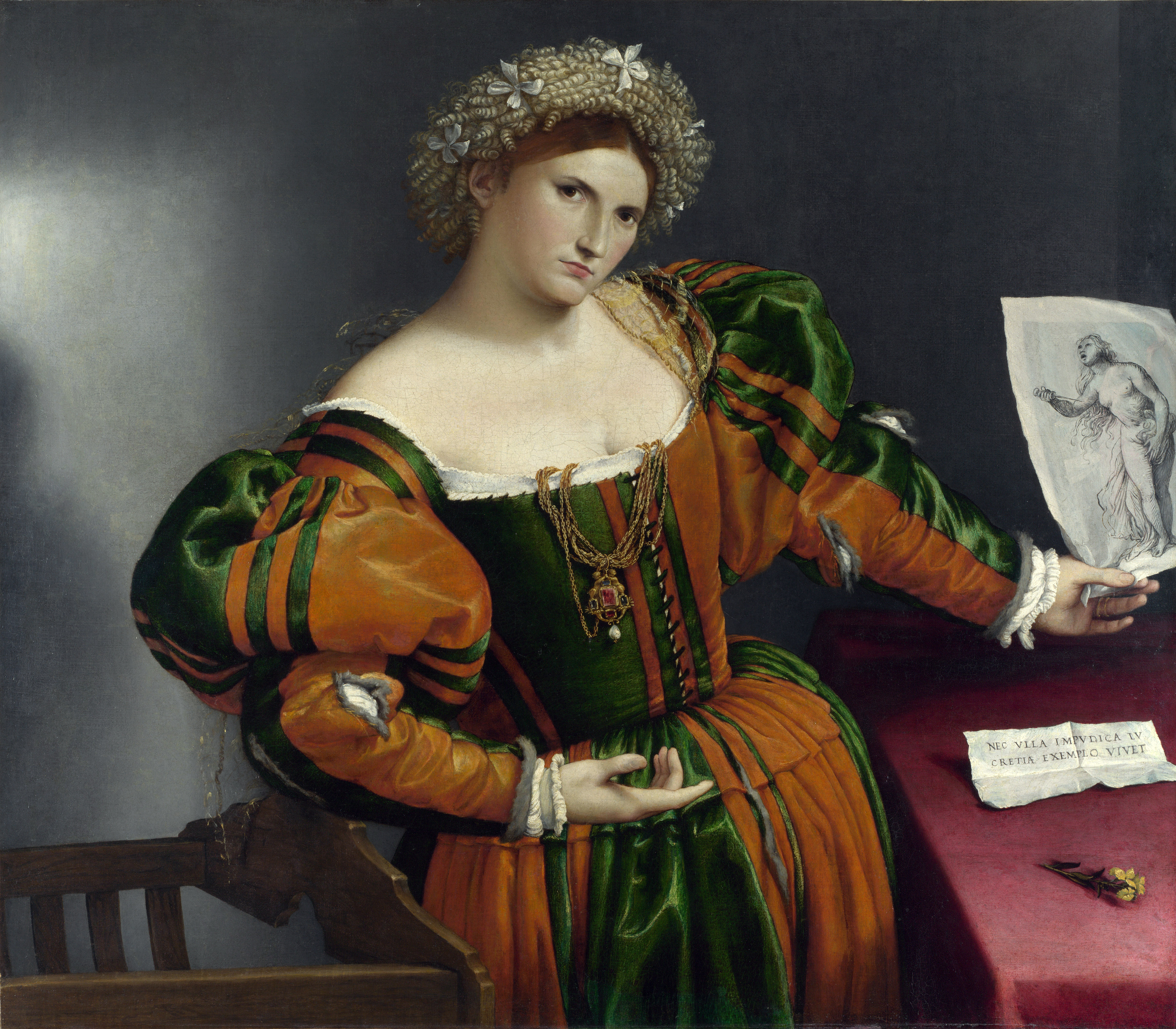
ロレンツォ・ロットの1533年の絵画『ルクレティアに扮した女性の肖像』。ロンドン・ナショナル・ギャラリー所蔵。

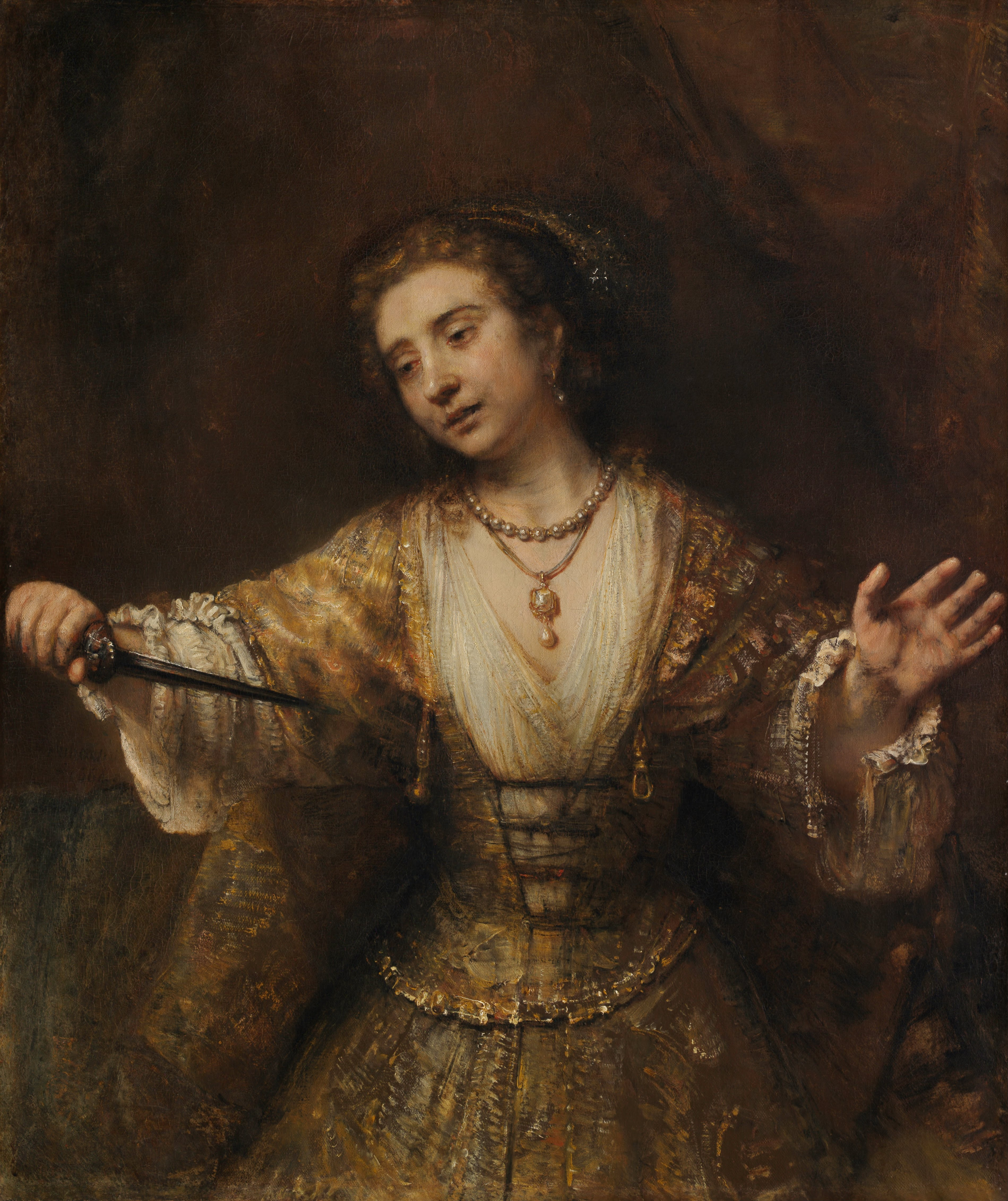
レンブラント・ファン・レインの絵画『ルクレティア』。ナショナル・ギャラリー・オブ・アート所蔵。

ルクレティア（ラテン語: Lucretia, 紀元前509年没）は、紀元前6世紀に古代ローマを王政ローマから共和政ローマへと移行させる契機になったとされる女性。イタリア語ではルクレツィアとなる。他の共和政初期の人物同様、実在には疑問がある。

## 概要
伝承によればルクレティアはスプリウス・ルクレティウス・トリキピティヌスの娘で、ルキウス・タルクィニウス・コッラティヌスの貞淑な妻であった。
紀元前509年、ローマはルトゥリ人のアルデアを攻撃中で、ルクレティアの夫コッラティヌスもこの陣中に滞在していた。この陣中でルキウス・タルクィニウス・スペルブス王の王子セクストゥス・タルクィニウスらとコッラティヌスは妻を比べあった結果、陣営を抜け出し実際に妻たちのもとへ行きその貞淑を確かめることになった。王家の妻たちが宴会に興じているのに対してルクレティアだけは夫の留守を守り、貞節を守っていた。この結果を確認したのち一行は陣中に戻っていった。
このときルクレティアの姿を見たセクストゥスは彼女に横恋慕し、数日後今度は一人でルクレティアのもとを訪れた。夜になり、セクストゥスはルクレティアを強姦しようとし部屋に侵入した。剣で脅したがルクレティアは死をおそれず屈しなかった。しかし殺害後に裸の奴隷の死体とともに置き姦通の最中に殺されたかのようにするとの脅しには、その恥辱に耐えることはできなかった。
セクストゥスの去った後、ルクレティアはローマの父と陣営の夫を呼び出した。父はプブリウス・ウァレリウスを、夫はルキウス・ユニウス・ブルトゥスを伴って駆けつけた。ルクレティアはそろった4人の男の前ですべてを告白し、男たちに復讐を誓わせると短剣で自らの命を絶った。
この事件が契機となり復讐を誓った男たちは民衆に呼び掛け、王家はローマから追放された。その後成立した共和政ローマの最初の執政官にはブルトゥスとコッラティヌスが、その後の補充執政官としてウァレリウスとルクレティウスが就任している。
ルクレティアの物語は多くの文学・美術作品の主題となっている。